# Capriva del Carso
Capriva del Carso (in sloveno Kopriva, in italiano in passato Copriva), è un centro abitato della Slovenia, insediamento (naselje) del comune di Sesana.

## Storia
Nel 1500 passò alla Casa d’Asburgo; dal 1512 la Contea di Gorizia entrò nel quindi nel Circolo austriaco del Sacro Romano Impero, per poi far parte, dal 1754, della Contea di Gorizia e Gradisca.
Con il trattato di Schönbrunn (1809) entrò a far parte delle Province Illiriche.
Col Congresso di Vienna nel 1815 rientrò in mano austriaca della Contea di Gorizia e Gradisca e a livello regionale del Regno d'Illiria, fino al 1849, quando quest'ultimo sarà disciolto e la località passerà al Litorale austriaco. Copriva (Kopriva) costituiva un comune autonomo, che includeva anche il villaggio di Berie (Berje).
Dopo la prima guerra mondiale fu annesso al Regno d’Italia e venne congiunto alla provincia di Gorizia.

In seguito all'abolizione della stessa provincia nel 1923, il toponimo venne cambiato in Capriva nel Carso e il comune venne inserito nel circondario di Trieste dell'omonima provincia. La circoscrizione territoriale del comune si mantenne la stessa, includendo la frazione di Berie/Berie di Sesana (Berje), fino al 1927, quando il comune di Capriva del Carso venne soppresso e aggregato a quello di Duttogliano.
Fu soggetta alla Zona d'operazioni del Litorale adriatico (OZAK) tra il settembre 1943 e il maggio 1945 e tra il giugno 1945 e il 1947, trovandosi a ovest della Linea Morgan, fece parte della Zona A della Venezia Giulia sotto il controllo britannico-americano del Governo Militare Alleato (AMG).
Dopo la seconda guerra mondiale il territorio passò alla Jugoslavia; attualmente Capriva (tornata ufficialmente Kopriva) è frazione del comune di Sesana.

## Infrastrutture e trasporti
La località è servita dall'omonima stazione sulla ferrovia Jesenice-Trieste.